# Gonzalo Martínez Díez
Gonzalo Martínez Diez, S. J. (Quintanar de la Sierra, Burgos, 20 de mayo de 1924 – Villagarcía de Campos, Valladolid, 22 de abril de 2015), fue un medievalista y sacerdote jesuita español, especialista en historia del derecho y miembro de la Compañía de Jesús desde 1942.

## Biografía
Era licenciado en Filosofía por la Universidad Pontificia Comillas, en Teología por la de Universidad de Innsbruck, en Derecho Canónico por la de Estrasburgo, en Derecho por la de Valladolid y en Filosofía y Letras por la Central de Madrid, doctor en Derecho por la misma y en Derecho Canónico por la de Comillas.
Fue profesor desde 1958 en las universidades de Comillas y Complutense de Madrid, en la de San Sebastián y en la de Valladolid, catedrático de Historia del Derecho Español desde 1968 en la Facultad de Derecho de San Sebastián, como docente entre 1970 y 1973, y entre 1973 y 1989 en Valladolid, donde continuó como catedrático emérito hasta 1994. Fue docente en la Universidad Rey Juan Carlos de Madrid.
Fue académico correspondiente de la Real Academia de la Historia y académico numerario de la Institución Fernán González. 
Fue miembro fundador de la Alianza Regional de Castilla y León y uno de los promotores del PANCAL, siendo un destacado personaje del movimiento castellanista.

## Obras
Es autor de numerosos libros, destacan: 
- Un nuevo códice del «Liber iudiciorum» del siglo XII (1961)
- El Concilio compostelano del reinado de Fernando I (1964)
- Las instituciones del reino astur a través de los diplomas (718–910) (1965)
- Algunas normas críticas para la edición de textos jurídicos (1965)
- El Fuero Real y el Fuero de Soria (1969)
- Álava medieval (1974)
- Fueros sí, pero para todos: los conciertos económicos. Valladolid: Silos, D.L (1976) ISBN 84-85262-02-6
- Fiscalidad y regionalismo: lección inaugural del curso académico 1976–1977 (1976)
- Castilla, víctima del centralismo (1977)
- Fueros y conciertos económicos. Documentación administrativa, n.º 181 (1979), págs. 583–620
- Libro becerro de las behetrías. Estudio y texto crítico por Gonzalo Martínez Diez. León: Centro de Estudios e Investigación San Isidoro, 1981. 3 volúmenes. Colección Fuentes y Estudios de Historia Leonesa, n.º 24–26. ISBN 84-00-04722-2. Signatura de la Biblioteca del CIDA: n.º 1998
- Palencia en Castilla o la castellanidad de Palencia (1982)
- La colección canónica hispana (1982–2002)
- Fueros locales del territorio de la provincia de Burgos (1982)
- Génesis histórica de la provincia de Burgos y sus divisiones administrativas. Burgos: Aldecoa (1983) ISBN 84-7009-214-6
- Las comunidades de villa y tierra de la Extremadura castellana: estudio histórico-geográfico (1983)
- Los obispados de la Castilla condal hasta la consolidación del Obispado de Oca en Burgos en el Concilio de Husillos (1088). En: El factor religioso en la formación de Castilla. Burgos. (1984)
- Castilla, manifiesto para su supervivencia (1984) ISBN 84-86132-07-X.
- Leyes de Alfonso X (1985–1988)
- Los Condados de Carrión y Monzón: sus fronteras. Actas del I Congreso de Historia de Palencia. Castillo de Monzón de Campos. Diputación Provincial de Palencia. ISBN 84-505-5219-2.
- Alfonso X y su proyección en Cantabria Librería Estudio (1987) ISBN 84-85429-62-1
- Colección de documentos medievales de las villas guipuzcoanas (1991–1996)
- Fernando III, 1217–1252 (1993), «De Ítero de la Vega a San Nicolás del Real Camino: piedra y vida». Palencia: La Olmeda (1994) ISBN 84-86844-98-3
- Alfonso VIII, rey de Castilla y Toledo. Burgos: La Olmeda, (1995) ISBN 84-920046-3-0
- El monasterio de Fresdelval, el castillo de Sotopalacios y la merindad y valle de Ubierna. Burgos: Caja de Burgos (1997) ISBN 84-87152-39-2
- Bulario de la Inquisición española (hasta la muerte de Fernando el Católico). Madrid: Complutense. 1998. ISBN 9788489784352.
- El camino de Santiago en la provincia de Burgos. Burgos: Diputación Provincial, (1998) ISBN 84-86841-68-2
- Colección documental del Monasterio de San Pedro de Cardeña (1998)
- El Cid histórico. Editorial Planeta (1999) ISBN 84-08-03932-6
- Historia latina de Rodrigo Díaz de Vivar (1999)
- Colección diplomática Monasterio cisterciense de Santa María la Real: Villamayor de los Montes (2000)
- Los templarios en los reinos de España. Barcelona, Planeta (2002)
- La cruz y la espada: vida cotidiana de las órdenes militares españolas. Plaza & Janés, (2002) ISBN 84-01-53058-X
- Alfonso VI: Señor del Cid, conquistador de Toledo. Temas de hoy (2003) ISBN 84-8460-251-6
- El Monasterio jerónimo de Fresdelval: 600 años de historia. Burgos: Caja de Burgos (2004) ISBN 978-84-87152-39-9 y ISBN 84-87152-39-2
- El Condado de Castilla (711–1038): la historia frente a la leyenda. Marcial Pons. 2005. ISBN 9788495379948.
- Alfonso VIII: rey de Castilla y Toledo (1158–1214). Ediciones Trea (2007). 272 págs. ISBN 978-84-9704-327-4
- Sancho III el Mayor. Rey de Pamplona, Rex Ibericus. Madrid: Marcial Pons. 2007. ISBN 978-84-96467-47-7.
- La hermandad de caballeros Hijosdalgo de Ubierna (2009)

## Galardones
- Premio Castilla y León de las Ciencias Sociales y Humanidades 2005.